# Lelići
Lelići (en serbe cyrillique : Лелићи) est un village de Serbie situé sur le territoire de la Ville d'Užice, district de Zlatibor. Au recensement de 2011, il comptait 333 habitants.
Lelići est également connu sous le nom de Gornji Lelići.

## Démographie

### Évolution historique de la population
| 1948 | 1953 | 1961 | 1971 | 1981 | 1991 | 2002 | 2011 |
| ---- | ---- | ---- | ---- | ---- | ---- | ---- | ---- |
| 737  | 705  | 645  | 556  | 471  | 449  | 381  | 333  |

|  |